# Futbola Klubs Alfa Rīga
Il Futbola Klubs Alfa Rīga, storicamente noto come Elektrons, è stata una società calcistica lettone di Riga.

## Storia
Il club fu fondato negli anni sessanta con il nome di RABR Riga; nel 1968 fu rinominato Elektrons: con questa denominazione rimase ai vertici del campionato lettone, finendo più volte nelle prime tre posizioni e vincendo altri tree campionati (1979, 1981 e 1982) oltre a sette Coppe Lettoni (1969, 1974, 1977, 1978, 1980, 1981, 1983)
Nel 1984, fu rinominato Alfa Riga, vincendo un altro titolo lettone nel 1985. Al termine della stagione 1987 non si iscrisse al campionato, chiudendo la propria storia.

## Palmarès
- Campionato sovietico lettone: 4

1979, 1981, 1982, 1985
- Coppa Lettone Sovietica: 7

1969, 1974, 1977, 1978, 1980, 1981, 1983